# Gabrielle Roy

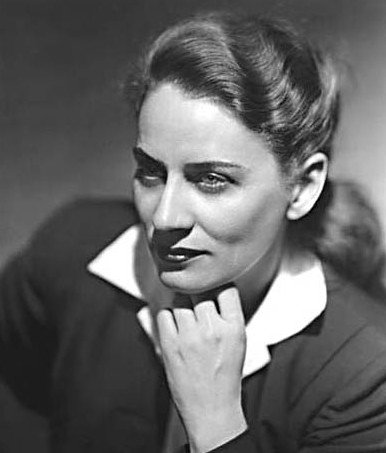
Gabrielle Roy, 1945. Photo by Annette and Basil Zarov

Gabrielle Roy, CC, FRSC (* 22. März 1909 in Saint-Boniface, heute zu Winnipeg gehörig; † 13. Juli 1983 in Ville de Québec) war eine franko-kanadische Schriftstellerin. Sie zählt zu den wichtigsten kanadischen Autorinnen der Nachkriegszeit.

## Leben und Schaffen
Gabrielle Roy war das jüngste der elf Kinder von Léon und Mélina Roy. Sie wuchs im ländlich geprägten Teil von Manitoba auf und wurde von Einwanderern aus aller Welt beeinflusst, denn ihr Vater kümmerte sich als Staatsbeamter um Einwanderer und deren Integration.
Nach einer Ausbildung an der „Académie Saint-Joseph“ in Winnipeg und am "Winnipeg Normal Institute" unterrichtete Roy von 1929 bis 1937 als Lehrerin an mehreren Schulen. In ihrer Freizeit spielte sie Theater im Le Cercle Molière in Saint-Boniface. 1937 ging sie für zwei Jahre nach Frankreich und England, um Drama zu studieren. In dieser Zeit begann sie zu schreiben. Mit dem Ausbruch des Zweiten Weltkrieges kehrte Roy 1939 nach Kanada zurück und ließ sich in Montreal nieder. Dort war sie als freiberufliche Journalistin tätig. Ihr erster Roman Bonheur d'occasion aus dem Jahr 1945 zeichnete ein realistisches Porträt der Arbeiterschaft von Saint-Henri, einem südwestlichen Viertel von Montreal. In seiner Originalfassung erhielt der Roman 1947 den Prix Femina. Der Einfluss dieses Buches reichte weit, es wird als eines der auslösenden Elemente für die Stille Revolution angesehen.:152 Es zog so viel öffentliche Aufmerksamkeit nach sich, dass sich Roy entschloss, nach Manitoba zurückzuziehen. 1947 wurde der Roman ins Englische übersetzt; The Tin Flute wurde 1947 mit dem Governor General’s Award for Fiction ausgezeichnet und verkaufte sich allein in den Vereinigten Staaten über eine dreiviertel Million Mal. 1983 wurde der Roman von Claude Fournier verfilmt.
Im August 1947 heiratete Roy den Arzt Marcel Carbotte. Während ihres gemeinsamen Frankreichaufenthaltes (1947–1950) schrieb sie La Petite Poule d'eau, das zum Teil auf autobiografischen Erinnerungen basiert. Sie traf in Paris Pierre Teilhard de Chardin, sein Denken hat sie weiterhin beeinflusst und diese Denkweise führte dazu, dass sie 15 Jahre später, nach dem 2. Vatikanischen Konzil, wieder Teil der katholischen Kirche geworden ist.
1950 zog Roy nach Québec. 1954 veröffentlichte sie Alexandre Chenevert: caissier. Obwohl ihr dieser dunkle und emotionale Roman viel Kritik einbrachte, gilt er als eines der bedeutendsten Werke des psychologischen Realismus in der kanadischen Literatur.
Gabrielle Roy starb im Jahr 1983 im Alter von 73 Jahren. Ihre Autobiografie La Détresse et l'enchantement wurde postum 1984 veröffentlicht.

## Ehrungen
Die kanadische Regierung ehrte Gabrielle Roy am 28. März 2009 für “ihre Beherrschung der Kunst des Geschichtenerzählens, ihre tiefe Menschlichkeit und ihre klare Prosa” dadurch, dass sie sie zu einer „Person von nationaler historischer Bedeutung“ erklärte.
- Medaille der Académie des lettres du Québec, 1946
- "Prix de la langue française" der Académie française, eine weitere Medaille, 1946
- Dreimal Governor General’s Awards, 1947, 1957, 1978
- Prix Femina, 1947
- Lorne Pierce Medal für Literatur der Royal Society of Canada, 1948
- Prix Duvernay, 1956
- "Canadian Centennial Medal", 1967
- Prix David, 1971, Quebecs wichtigster Literaturpreis[1]
- Companion of the Order of Canada, 1967[11]
- Medaille "Artes et ingenia forever", vergeben vom Conseil des arts du Canada für ihr Gesamtwerk
- "Prix de littérature Jeunesse" des Conseil des arts du Canada für Courte-Queue, 1980
- Molson Prize, eine Anerkennung für die Bedeutung ihres Gesamtwerks für die Kultur und Wissenschaft Kanadas[12]
- Die kanadische Nationalbibliothek Library and Archives Canada verwaltet ihre veröffentlichten und unveröffentlichten Werke, Korrespondenzen und Manuskripte
- Das Haus in Winnipeg – St. Boniface, in dem Roy von 1909 bis 1937 mit ihrer Familie gelebt hat, wurde restauriert und 2003 als historisches Museum, Maison Gabrielle-Roy, oder Gabrielle Roy House Museum, für die Öffentlichkeit geöffnet. Es gibt hier regelmäßige Veranstaltungen.[13]
- Winnipeg Citizens Hall of Fame, eine Büste Roys im Assiniboine Park neben denen anderer Persönlichkeiten aus Winnipeg, seit 2005
- Ab 2004 druckte die kanadische Zentralbank auf der Canadian Journey-Ausgabe der Zwanzig-Dollar-Note[14] das folgende Zitat.
- Ein Auszug aus The Tin Flute findet sich auf einer Mauer des "Peace Tower", der auf dem Parlamentshügel in Ottawa steht.
- Canada Post: in einer Briefmarkenserie mit 5 Schriftstellern zeigt eine Marke Roy.
- Die öffentliche Bibliothek in La Cité-Limoilou, der Altstadt von Quebec City, trägt ihren Namen.
- Ein Literaturpreis "Prix Gabrielle-Roy" wird seit 1984 jährlich verliehen von der Association des littératures canadienne et québécoise-The Association for Canadian and Québec Literatures.[15]
- Eine Fluss-Insel im Waterhen River (Manitobasee) heißt nach ihr.

## Zitat
aus The Hidden Mountain (La montagne secrète)

“Could we ever know each other in the slightest without the arts?”

„Könnten wir einander jemals im Entferntesten verstehen, ohne die Kunst?“

## Verschiedene Namensgebungen
- "L'École/Collège régional Gabrielle-Roy", Sekundarschule in Île-des-Chênes, Manitoba
- "École Gabrielle-Roy", in Surrey, Metro Vancouver, im sonst anglophonen Britisch-Kolumbien
- Châteauguay, Sekundarschule "Gabrielle-Roy"
- Boisbriand, Schule in einem entfernten Vorort von Montréal
- Bonnie Doon, heute ein francophoner Stadtteil von Edmonton, jedoch jenseits des North Saskatchewan River (also am Südufer): öffentliche Schule "Gabrielle-Roy". Das Viertel ist geprägt von einer gleichsprachigen Hochschulabteilung der Universität Alberta
- Das "Cégep de l'Outaouais", ein großes Berufskolleg bei Ottawa, hat seinen Hauptsitz "campus Gabrielle-Roy" in Hull
- Eine der 12 öffentlichen Bibliotheken in der Stadt Québec heißt nach ihr
- Centre éducatif Gabrielle-Roy, École élémentaire publique, Gloucester, Ontario (ein Vorort von Ottawa)
- École élémentaire Gabrielle-Roy, Toronto
- Das Gabrielle-Roy Island liegt inmitten des Waterhen Rivers (Wasserhuhn-Flusses) in Manitoba. Der französische Name "Île Gabrielle-Roy", von ihren Anhängern 1990 versuchshalber vorgeschlagen, wurde von örtlichen Gremien abgelehnt. Vgl. ihren Roman La Petite Poule d'Eau (Das kleine Wasserhuhn) von 1950.[16]

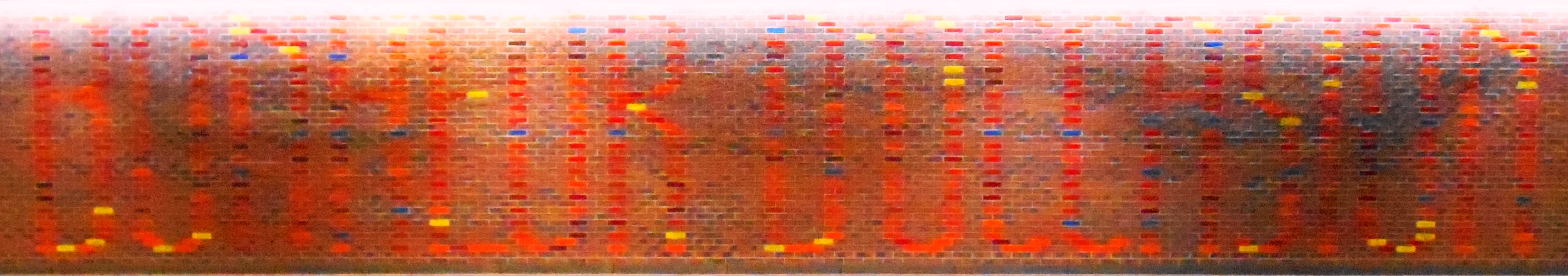
Diese Wandkacheln in der U-Bahn-Station Place-Saint-Henri in Montréal bilden die Worte "Bonheur d'occasion", ihr Hauptwerk; das Kunstwerk stammt von Julien Hébert.

## Trivia
1963 setzte sich Roy dafür ein, dass die Expo 67 in Montréal das Motto Terres des hommes bzw. Man and His World erhielt, was auf Antoine de Saint-Exupérys Buch Wind, Sand und Sterne zurückgeht.

## Werke (Auswahl)
- 1945: Bonheur d'occasion (Übers. Hannah Josephson, 1947: The Tin Flute)[17]
  - Auszug: Zufälliges Glück. In: Anders schreibendes Amerika. Literatur aus Québec. Hrsg. von Lothar Baier, Pierre Filion. Das Wunderhorn, Heidelberg 2000, S. 130–141.[18][19]
- Retour à Saint-Henri, (1948) in Fragiles lumières de la terre. Essays 1942–1970. Quinze, Montréal 1978; wieder Boréal, 1996, S. 169–186.[20]
- 1950: La Petite Poule d'Eau (Where Nests the Water Hen)
  - Übers. Theodor Rocholl: Das kleine Wasserhuhn. List 1953
  - Auszug, Übers. Christiane Kashin: Luzina macht Urlaub. Einl. Peter Ziegler. Illustr. Roland Thalmann. Zürichsee Medien, Stäfa 2004
    - zuerst in: 89 Autoren erzählen: Die schönsten Kurzgeschichten aus aller Welt. Band 2. Verlag Das Beste, Stuttgart 1990, S. 779–795 (ohne Ill.)
- 1954: Alexandre Chenevert: caissier (The Cashier)
  - Übers. Theodor Rocholl: Gott geht weiter als wir Menschen. List 1956
- 1955: Rue Deschambault. (Street of Riches) Volltext
  - Auszug, übers. & hrsg. von Walter E. Riedel: Wilhelm. in Moderne Erzähler der Welt, Kanada. Edition Erdmann, 1976, S. 67–73; wieder in: Kanada erzählt. Hrsg. von Stefana Sabin. Fischer TB 10930, 1992, S. 64–71.
  - Auszug, Übers. Walter E. Riedel: Um eine Heirat zu verhindern, in Kanadische Erzähler der Gegenwart. Hrsg. von Riedel, Armin Arnold.[21] Manesse, Zürich 1967, wieder 1986 (Pour empêcher un mariage)
- 1961: La Montagne secrète. (The Hidden Mountain)
  - Auszug, Übers. Christina Kniebusch, Das geheimnisvolle Gebirge, in Gute Wanderschaft, mein Bruder. St. Benno Verlag, Leipzig 1986
- 1966: La Route d'Altamont. (The Road Past Altamont)
  - Übers. Renate Benson,  Die Straße nach Altamont. Nachw. Arnim Arnold, Manesse Verlag 1970
  - Auszug in Frauen in Kanada. Erzählungen und Gedichte. dtv, 1993
- 1970: La Rivière sans repos. (Windflower)[22]
- 1972: Cet été qui chantait. (Enchanted Summer; Übers. Joyce Marshall. Erhielt den Canada Council Translation Prize)
- 1975: Un jardin au bout du monde. (Garden in the Wind)
- 1976: Ma vache Bossie. (My Cow Bossie)
- 1977: Ces Enfants de ma vie. (Children of My Heart)
- 1978: Fragiles lumières de la terre. (The Fragile Lights of Earth)
- 1979: Courte-Queue. (Cliptail)
- 1984: La Détresse et l'enchantement. (Enchantment and Sorrow)
- 1984: Übers. Christina Kniebusch, Ely! Ely! Ely! In: Gute Wanderschaft, mein Bruder! St. Benno, Leipzig 1986 (Ely! Ely! Ely!, Boreal Express; zuerst in Liberté, Montréal, Juni 1979)
- 1986: Übers. Hans-Manfred Militz, Ein Vagabund klopft an unsere Tür. In: 26 kanadische Erzähler, Erkundungen, Verlag Volk und Welt, 1986 u.ö. (Un vagabond frappe à notre porte, zuerst in Amérique française, 1946)[23]
- 1987: L'Espagnole et le Pékinoise. (The Tortoiseshell and the Pekinese)
- 2007: "Heureux les nomades" et autres reportages 1940–1945. Boréal.[24]